# Fudi vermell

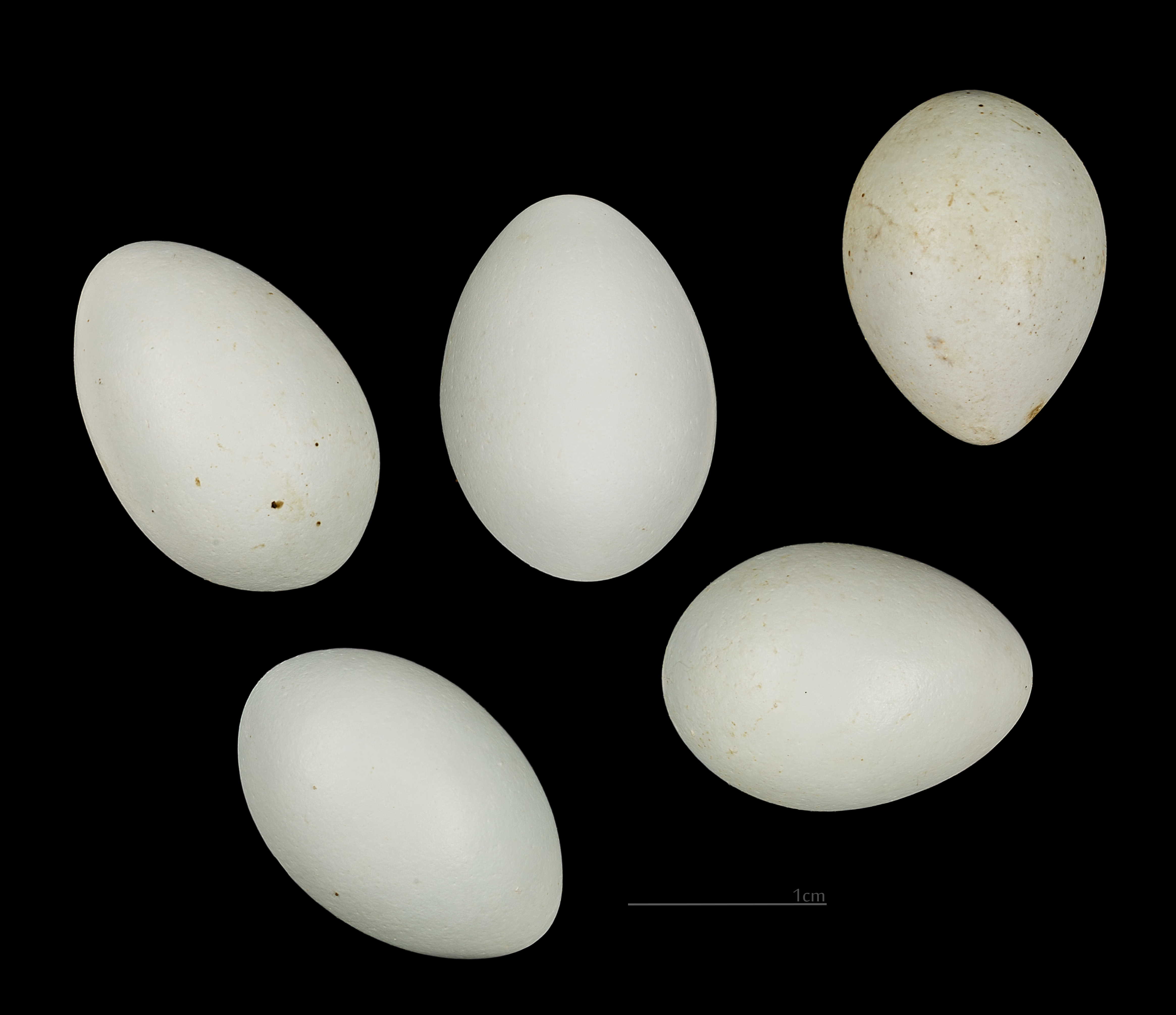
Foudia madagascariensis

El fudi vermell (Foudia madagascariensis) és una espècie d'ocell de la família dels plocèids (Ploceidae) que habita boscos i garrigues de Madagascar. Ha estat introduït a diverses illes de l'Índic.